# 157533 Stellamarie
157533 Stellamarie este o planetă minoră (asteroid), cu un diametru de 1,904 km, din centura de asteroizi. A fost descoperită pe 10 octombrie 2005 la Altschwendt⁠(d) de Wolfgang Ries⁠(d). 
Obiectul prezintă o orbită caracterizată de o semiaxă mare de 2,6253955987763 UAi, o excentricitate de 0,22, o înclinație de 14,2 ° în raport cu ecliptica.